# Communauté de communes Marche et Combraille en Aquitaine
La communauté de communes Marche et Combraille en Aquitaine est une communauté de communes française située dans le département de la Creuse en région Nouvelle-Aquitaine.

## Historique
La communauté de communes est créée au 1er janvier 2017 par arrêté du 2 novembre 2016. Elle est formée par la fusion de la communauté de communes de Chénérailles, de la communauté de communes d'Auzances - Bellegarde et de la communauté de communes du Haut Pays Marchois. Elle prend le nom de  Marche et Combraille en Aquitaine.

## Territoire communautaire

### Géographie physique
Située au sud-est  du département de la Creuse, la communauté de communes Marche et Combraille en Aquitaine regroupe 50 communes et présente une superficie de 964,8 km2.

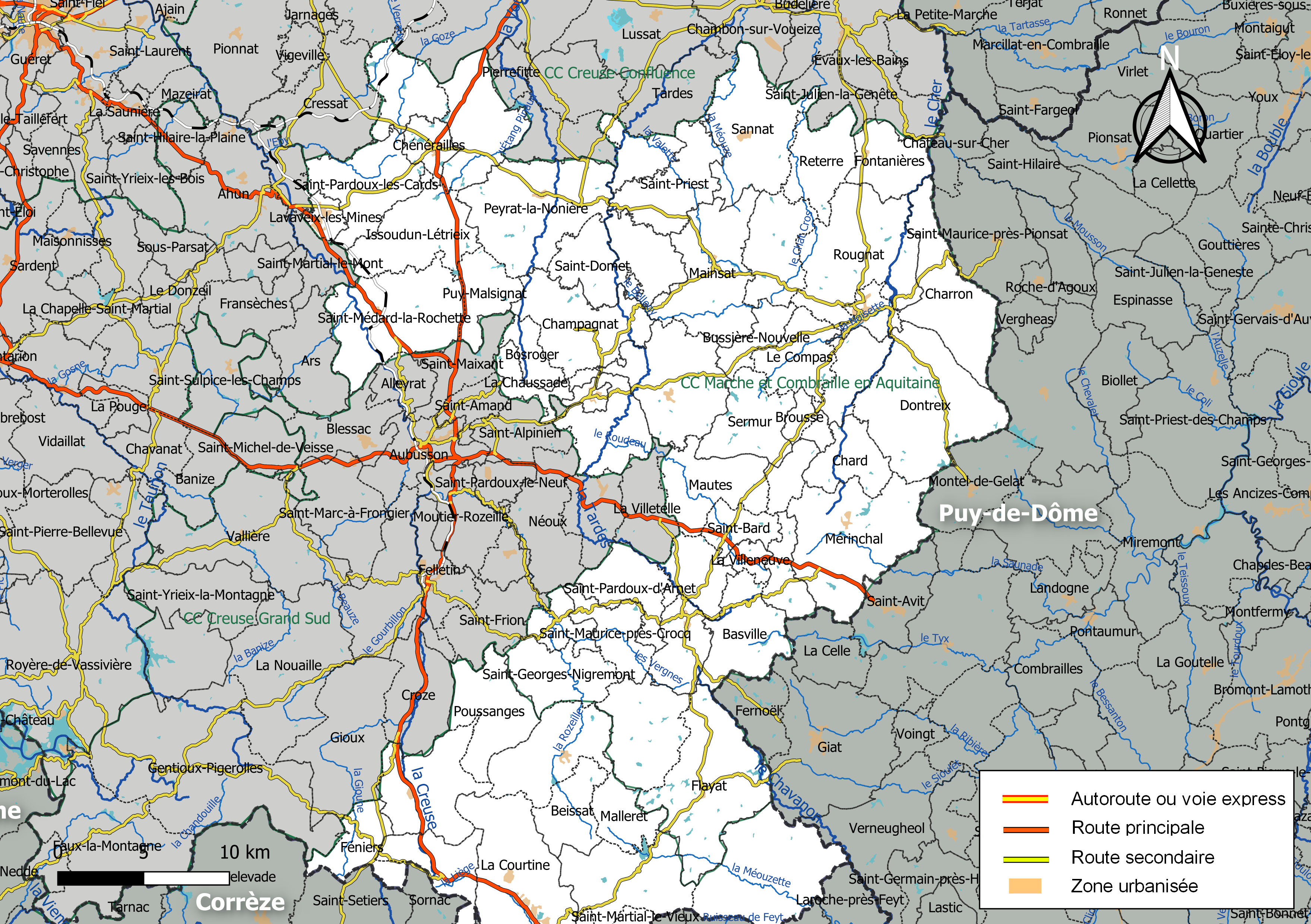
Carte de la communauté de communes Marche et Combraille en Aquitaine au 1er janvier 2019.

### Composition

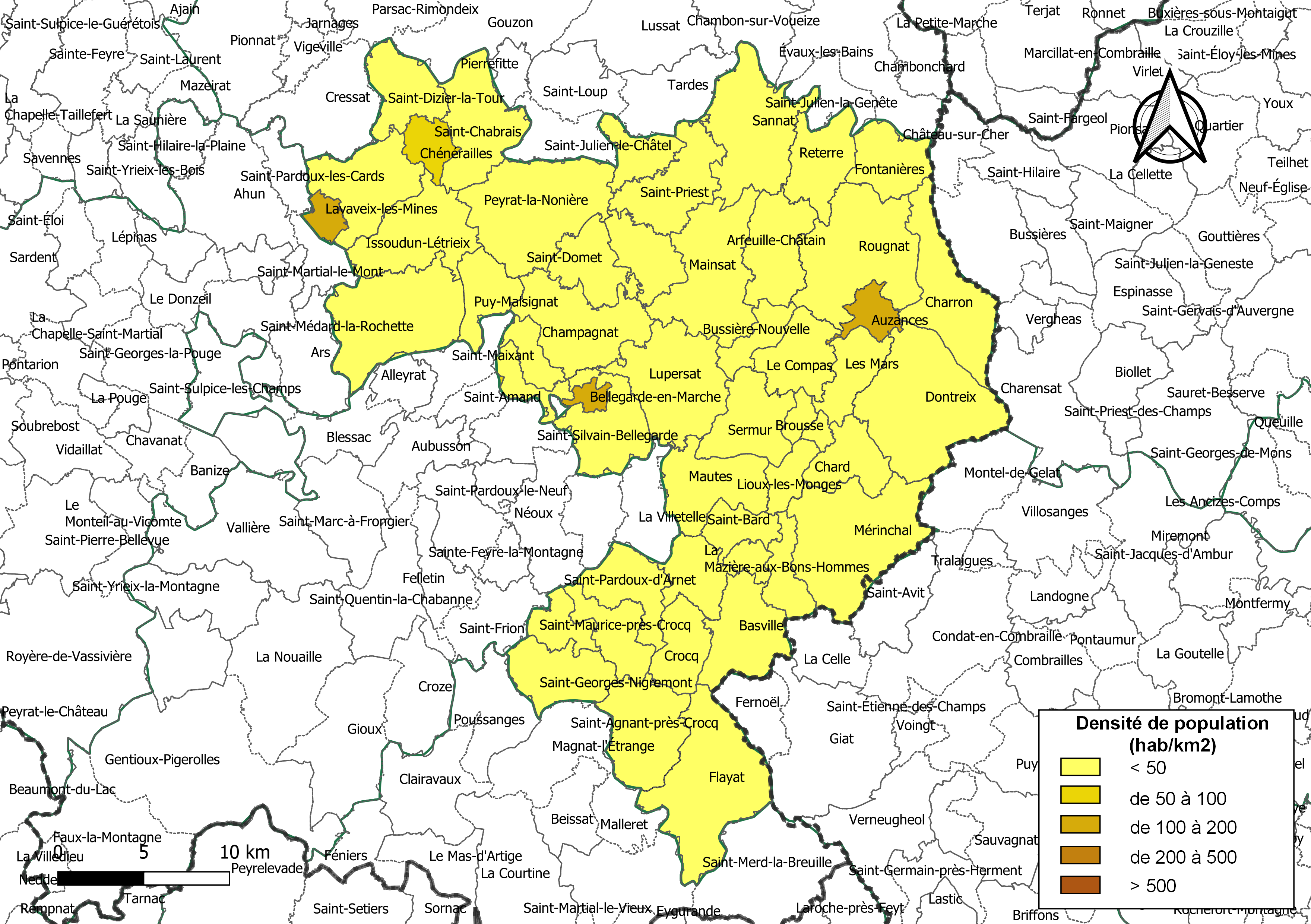
Carte des densités de population (millésimée 2016) des communes de la communauté de communes Marche et Combraille en Aquitaine. Composition en communes au 1er janvier 2019.

La communauté de communes est composée des 50 communes suivantes :

| Nom                        | Code Insee | Gentilé         | Superficie (km2) | Population (dernière pop. légale) | Densité (hab./km2) |
| -------------------------- | ---------- | --------------- | ---------------- | --------------------------------- | ------------------ |
| Auzances (siège)           | 23013      | Auzançais       | 7,08             | 1 153 (2022)                      | 163                |
| Arfeuille-Châtain          | 23005      |                 | 20,5             | 196 (2022)                        | 9,6                |
| Basville                   | 23017      | Bavillois       | 22,57            | 167 (2022)                        | 7,4                |
| Bellegarde-en-Marche       | 23020      | Bellegardiers   | 3,14             | 357 (2022)                        | 114                |
| Bosroger                   | 23028      |                 | 7,56             | 117 (2022)                        | 15                 |
| Brousse                    | 23034      | Broussiens      | 3,63             | 31 (2022)                         | 8,5                |
| Bussière-Nouvelle          | 23037      |                 | 8,52             | 75 (2022)                         | 8,8                |
| Champagnat                 | 23048      | Campagnais      | 28,82            | 480 (2022)                        | 17                 |
| Chard                      | 23053      |                 | 14,12            | 206 (2022)                        | 15                 |
| Charron                    | 23054      |                 | 30,11            | 194 (2022)                        | 6,4                |
| Châtelard                  | 23055      |                 | 2,42             | 29 (2022)                         | 12                 |
| Le Chauchet                | 23058      | Chauchetois     | 10,62            | 105 (2022)                        | 9,9                |
| La Chaussade               | 23059      | Chaussadois     | 7,19             | 97 (2022)                         | 13                 |
| Chénérailles               | 23061      | Chénéraillais   | 7,77             | 736 (2022)                        | 95                 |
| Le Compas                  | 23066      | Compassiens     | 16,54            | 192 (2022)                        | 12                 |
| Crocq                      | 23069      | Croquants       | 14,16            | 389 (2022)                        | 27                 |
| Dontreix                   | 23073      | Dontreixiens    | 47,45            | 405 (2022)                        | 8,5                |
| Flayat                     | 23081      | Flayatois       | 43,53            | 300 (2022)                        | 6,9                |
| Fontanières                | 23083      |                 | 15,91            | 255 (2022)                        | 16                 |
| Issoudun-Létrieix          | 23097      | Issoldunois     | 26,43            | 292 (2022)                        | 11                 |
| Lavaveix-les-Mines         | 23105      |                 | 4,71             | 642 (2022)                        | 136                |
| Lioux-les-Monges           | 23110      |                 | 7,32             | 55 (2022)                         | 7,5                |
| Lupersat                   | 23113      | Lupersatois     | 32,64            | 291 (2022)                        | 8,9                |
| Mainsat                    | 23116      | Mainsatois      | 34,81            | 532 (2022)                        | 15                 |
| Les Mars                   | 23123      | Marsiens        | 12,9             | 181 (2022)                        | 14                 |
| Mautes                     | 23127      | Mautois         | 22,67            | 198 (2022)                        | 8,7                |
| La Mazière-aux-Bons-Hommes | 23129      |                 | 10,24            | 56 (2022)                         | 5,5                |
| Mérinchal                  | 23131      | Mérinchalois    | 45,45            | 661 (2022)                        | 15                 |
| Peyrat-la-Nonière          | 23151      | Peyratois       | 41,4             | 422 (2022)                        | 10                 |
| Pontcharraud               | 23156      |                 | 9,56             | 83 (2022)                         | 8,7                |
| Puy-Malsignat              | 23159      |                 | 12,61            | 144 (2022)                        | 11                 |
| Reterre                    | 23160      | Reterrois       | 17,54            | 262 (2022)                        | 15                 |
| Rougnat                    | 23164      | Rougnatois      | 41,01            | 474 (2022)                        | 12                 |
| Saint-Agnant-près-Crocq    | 23178      | Saint-Agnantais | 25,51            | 186 (2022)                        | 7,3                |
| Saint-Bard                 | 23184      |                 | 9,36             | 95 (2022)                         | 10                 |
| Saint-Chabrais             | 23185      | Caprésiens      | 24,94            | 317 (2022)                        | 13                 |
| Saint-Dizier-la-Tour       | 23187      |                 | 16,99            | 180 (2022)                        | 11                 |
| Saint-Domet                | 23190      |                 | 15,33            | 162 (2022)                        | 11                 |
| Saint-Georges-Nigremont    | 23198      |                 | 18,59            | 145 (2022)                        | 7,8                |
| Saint-Maurice-près-Crocq   | 23218      |                 | 14,1             | 100 (2022)                        | 7,1                |
| Saint-Médard-la-Rochette   | 23220      | Rochettois      | 38,92            | 553 (2022)                        | 14                 |
| Saint-Oradoux-près-Crocq   | 23225      |                 | 13,36            | 109 (2022)                        | 8,2                |
| Saint-Pardoux-d'Arnet      | 23226      |                 | 16,44            | 164 (2022)                        | 10                 |
| Saint-Pardoux-les-Cards    | 23229      |                 | 24,76            | 289 (2022)                        | 12                 |
| Saint-Priest               | 23234      |                 | 22,34            | 150 (2022)                        | 6,7                |
| Saint-Silvain-Bellegarde   | 23241      |                 | 20,85            | 198 (2022)                        | 9,5                |
| Sannat                     | 23167      | Sannatois       | 34               | 347 (2022)                        | 10                 |
| Sermur                     | 23171      | Sermurois       | 19,5             | 103 (2022)                        | 5,3                |
| La Serre-Bussière-Vieille  | 23172      |                 | 14,41            | 121 (2022)                        | 8,4                |
| La Villeneuve              | 23265      | Villeneuvois    | 4,45             | 45 (2022)                         | 10                 |

### Démographie
| 1968   | 1975   | 1982   | 1990   | 1999   | 2010   | 2015   | 2021   |
| ------ | ------ | ------ | ------ | ------ | ------ | ------ | ------ |
| 21 610 | 19 587 | 17 951 | 16 280 | 14 789 | 14 277 | 13 816 | 13 128 |

## Administration

### Siège
Le siège de la communauté de communes est situé à Auzances.

### Les élus
Le conseil communautaire de la communauté de communes se compose de 62 conseillers, représentant chacune des communes membres et élus pour une durée de six ans.
Ils sont répartis comme suit :
| Nombre de conseillers | Communes                                                       |
| --------------------- | -------------------------------------------------------------- |
| 5                     | Auzances                                                       |
| 3                     | Chénérailles, Mérinchal                                        |
| 2                     | Lavaveix-les-Mines, Mainsat, Rougnat, Saint-Médard-la-Rochette |
| 1 (+1 suppléant)      | les 43 autres communes                                         |

### Présidence
| Période                              | Période   | Identité           | Étiquette | Qualité                                           |
| ------------------------------------ | --------- | ------------------ | --------- | ------------------------------------------------- |
| janvier 2017 (Réélu en juillet 2020) | sept 2021 | Pierre Désarménien | DVD       | Agriculteur, maire de Rougnat (2008 → )           |
| sept 2021                            | juil 2022 | Alexandre Verdier  | DVD       | Maire de Chénérailles (2020 → )                   |
| juil 2022                            | août 2024 | Gérard Guyonnet    |           | Maire de Saint-Pardoux-d'Arnet (2020 → )          |
| août 2024                            | En cours  | David Grange       |           | Maire de Sannat (2020 → ). Président par intérim. |

### Régime fiscal et budget
Le régime fiscal de la communauté de communes est la fiscalité professionnelle unique (FPU).